# Dimorphanthera apoana
Dimorphanthera apoana är en ljungväxtart som först beskrevs av Elmer Drew Merrill, och fick sitt nu gällande namn av Schlechter. Dimorphanthera apoana ingår i släktet Dimorphanthera och familjen ljungväxter. Utöver nominatformen finns också underarten D. a. mindanaensis.